# Mühlweiher (Mühlbach)
Der Mühlweiher ist ein künstliches Gewässer in der Nähe des Dorfes Schwaiganger, das zur Gemeinde Ohlstadt im oberbayerischen Landkreis Garmisch-Partenkirchen gehört. Der Weiher wird vom Mühlbach gespeist und liegt in einem Taleinschnitt. Am Gewässer sollen sich Biber befinden.
Parallel zur östlichen Längsseite des Mühlweihers verläuft die bayrische Staatsstraße 2062, die von Schwaiganger nach Murnau am Staffelsee führt.